# اسکوییرز (میزوری)
اسکوییرز (به انگلیسی: Squires) یک منطقهٔ مسکونی در ایالات متحده آمریکا است که در میزوری واقع شده‌است. اسکوییرز ۴۱۰ متر بالاتر از سطح دریا واقع شده‌است.